# Chaim Weizmann
Chaim Azriel Weizmann (Hebreeuws: חיים עזריאל ווייצמן, Wit-Russisch: Хаім Азрыэль Вейцман) (Motal (vroegere naam Motol), 27 november 1874 – Rehovot, 9 november 1952) was een Israëlisch-Brits politicus en wetenschapper. Hij is vooral bekend als de eerste president van Israël, maar was tevens hoogleraar in de scheikunde.

## Levensloop
Weizmann groeide op in een Russisch-Joods gezin. Hij was de derde van vijf kinderen. In 1892 verliet hij Rusland en studeerde Scheikunde aan de Technische Universiteit in het Duitse Darmstadt. Vanaf 1894 studeerde Weizmann aan de Technische Universiteit Berlijn. Vandaar vertrok hij in 1897 om zijn studie te voltooien aan de Universiteit van Fribourg. Daar promoveerde hij tevens in 1897. Na zijn promotie begon Weizmann als assistent-professor aan de Universiteit van Geneve en emigreerde in 1907 naar Groot-Brittannië om hoogleraar te worden aan de Universiteit van Manchester. In 1910 verkreeg Weizmann het Britse staatsburgerschap.
Tijdens de Eerste Wereldoorlog werkte Weizmann aan het hoofd van de laboratoria van de Britse admiraliteit, waar onderzoek werd gedaan naar innovatievere wapens en manieren om de oorlog te winnen. Weizmann verwierf als scheikundige grote beroemdheid door zijn ontdekking dat het mogelijk was bacteriën te gebruiken bij fermentatie. Dit is een proces waarbij biologisch materiaal wordt omgezet in voor de mens bruikbare producten. Zo was het met zijn uitvinding mogelijk om op grote schaal aceton te maken (uit melkzuur). Van aceton werd weer cordiet gemaakt, dat vervolgens werd gebruikt bij de fabricatie van wapens. Winston Churchill, destijds minister van Marine, zag meteen het nut van de ontdekking in voor de geallieerde oorlogsvoering en moedigde Weizmann aan zijn uitvinding verder te ontwikkelen. Zijn reputatie als gelouterd wetenschapper gaf hem ook makkelijker toegang tot de verschillende kabinetsleden om de zionistische zaak te bepleiten.
In 1934 richtte Weizmann (van beroep scheikundige) het Daniel Sieff Institute op, pionier in wat later biochemie zou heten. Het startkapitaal kwam van de verwante families Sieff, Marks, en Sacher die hun vermogens hadden verdiend met de Britse winkelketen Marks & Spencer. De naam werd gegeven ter nagedachtenis van het tragische overlijden van de zoon van een van hen. Het instituut kreeg later de naam Weizmann Instituut van Wetenschappen.

### Zionistische beweging
De Joodse hoogleraar voelde zich al op jonge leeftijd aangetrokken tot de zionistische beweging. Hij miste in 1897 het eerste zionistische congres in Bazel vanwege verkeersproblemen. Vanaf 1901 bepleitte hij de komst van een instituut voor hoger onderwijs in Palestina. Dit instituut kwam er uiteindelijk in 1912, namelijk Technion in Haifa. Na zijn verhuizing naar Manchester groeide Weizmann snel uit tot een van de leiders van de Britse zionisten. Hij bezocht Palestina in 1907 voor de eerste keer. In diezelfde tijd (1902–05) vertegenwoordigde de Britse premier Arthur Balfour een district in Manchester. Tijdens de verschillende verkiezingsbijeenkomsten leerde Weizmann hem goed kennen. Balfour stond achter het concept van een Joods thuisland. Hij vertelde Weizmann dat er meer politieke steun was voor de stichting van een Joodse staat in Brits Oeganda dan in Palestina. De zionistische beweging wees dit plan echter af, maar Weizmann kreeg later de eer toebedeeld dat hij een sterke positieve invloed had gehad op Balfour en de totstandkoming van de beroemde Balfour-declaratie. Daarin liet Balfour, intussen minister van Buitenlandse Zaken, weten dat de Britse regering welwillend stond tegen de vestiging van een Joodse staat in Palestina, mits de rechten van de toenmalige bewoners gerespecteerd zouden worden.
Weizmann adviseerde tijdens een gesprek de Britse premier Lloyd George (1916–22) om op te trekken tegen het Ottomaanse rijk. Na de oorlog sloot hij op 3 januari 1919 samen met de Arabische prins Faisal de Faisal-Weizmann-overeenkomst, waarmee zij het voorbeeld wilden geven van een hechte Joods-Arabische samenwerking. Beide groepen hoopten tijdens de Parijse Vredesconferentie, waar de overwinnaars van de Eerste Wereldoorlog beslisten, een eigen stuk land toegewezen te krijgen. Weizmann stelde in een hoorzitting dat het doel was "Palestina zo Joods te maken als Engeland Engels was". Uiteindelijk werden de op het Ottomaanse rijk veroverde gebieden verdeeld tussen Frankrijk (Libanon, Syrië) en Groot-Brittannië (Irak).
Vanaf 1920 stond Weizmann aan het hoofd van de Wereld Zionistenorganisatie. Zijn eerste termijn als voorzitter duurde tot 1931. Daarna gaf hij vanaf 1935 tot 1946 wederom leiding aan  de organisatie. In 1921 stond hij samen met Albert Einstein aan de basis van de oprichting van de Hebreeuwse Universiteit van Jeruzalem in Jeruzalem.

### Splitsing enalia
Na de oorlog kwam het wel tot een splitsing in de zionistische beweging. Het Amerikaanse deel van de beweging werd geleid door Louis Brandeis, van 1916 tot 1939 lid van het Amerikaanse Hooggerechtshof. Tijdens een bezoek aan Palestina raakte hij onder de indruk van het enthousiasme van de zionistische pioniers, maar was ook bezorgd vanwege een gebrek aan zakelijkheid en financiële controle. Daarom stelde Brandeis een aantal hervormingen voor. Weizmann vond dat de ideeën van Brandeis de beweging ernstig zouden verzwakken. Samen met Brandeis splitste een groot deel van de Amerikaanse tak van de Wereld Zionistenorganisatie zich af. Pas in 1930 bereikten beide facties een compromis en voegden zich weer samen.
Weizmann verscheen in 1936 voor de Commissie-Peel. Deze was ingesteld door de Britse premier Stanley Baldwin om te adviseren over het Mandaatgebied Palestina. Vanuit Europa trok een grote groep Joden naar Palestina, vooral veroorzaakt door het antisemitisme van de Nazi’s in Duitsland. De nieuwe immigratiestroom leidde op haar beurt weer tot (gewapend) verzet van de Arabieren in Palestina, die zich bedreigd voelden door de groeiende Joodse bevolking. Weizmann zei voor de commissie over de Europese joden dat “voor hen de wereld verdeeld is in plaatsen waar ze niet mogen leven en plaatsen waar ze niet binnen mogen gaan”. De Commissie-Peel stelde in haar rapport voor om Palestina op te delen in een Joodse staat en Arabische staat. David Ben-Gurion en Weizmann haalden de zionistische leiders over akkoord te gaan met het voorstel, als basis voor verdere onderhandelingen. Zowel de Britse regering als de Arabische leiders, met Haj Amin al-Husseini aan het hoofd, wezen het voorstel af. In plaats daarvan werd de Joodse immigratie naar Palestina beperkt, juist op het moment dat duizenden Joden een heenkomen zochten voor het toenemende geweld dat zou uitmonden in de Holocaust. Weizmann nam het later de zionistische beweging kwalijk dat zij niet meer haar best had gedaan tijdens de beste jaren van het Britse mandaat om meer Joden naar Palestina te halen. In dat geval zou er nooit sprake zijn geweest van een delingsvoorstel, maar zouden de Joden volgens hem het gehele land toegewezen hebben gekregen.
Na de uitbraak van de Tweede Wereldoorlog nam een groot deel van de Joden in Palestina dienst in het Britse leger. Weizmann stond aan de basis van de oprichting van de Joodse Brigade die voornamelijk aan het Italiaanse front vocht. In de oorlog verloor hij een zoon die in dienst van de RAF vloog. Na de oorlog raakte hij verbitterd door het toenemende geweld tegen de Britten van revisionistische Zionisten.
Weizmann nam in mei 1942 deel aan de zionistische Biltmore-conferentie in New York. De aanwezigen kozen voor een duidelijke koerswijziging. Er werden resoluties aangenomen waarin de MacDonald White Paper van 1939 werd afgewezen en men voornam om van Palestina een Joodse republiek te maken. De zionistische beweging zag het Britse rijk niet langer als een bondgenoot. Het was een eerste poging aansluiting te zoeken bij de Verenigde Staten als aankomende wereldmacht. Dit nieuw gevormde beleid week sterk af van de traditionele zionistische politiek, waarin de vestiging van Joden in Palestina centraal stond, niet wie de zeggenschap had. De invloed van Weizmann, die juist voorstander was van toenadering tot de Britten, binnen de zionistische beweging nam af, hoewel hij naar buiten toe een van de boegbeelden bleef. David Ben Goerion nam het stokje over.
Tijdens het uitroepen van de onafhankelijkheid was Weizmann in de Verenigde Staten. Hij wist de Amerikaanse president Harry Truman ertoe over te halen de nieuw gevormde staat enkele uren na zijn oprichting al te erkennen. In 1949 trad hij aan als de eerste president van Israël. In deze functie vervulde hij grotendeels ceremoniële activiteiten. Deze positie bekleedde hij tot zijn dood in 1952.

## Trivia
- Na de dood van Weizmann werd de wetenschapper Albert Einstein gevraagd hem als president van Israël op te volgen. Einstein ging echter niet in op dit aanbod.[1]

Chaim Weizmann (1949–1952) · 
Itzhak Ben-Zvi (1952–1963) · 
Zalman Shazar (1963–1973) · 
Ephraim Katzir (1973–1978) ·
Yitzhak Navon (1978–1983) · 
Chaim Herzog (1983–1993) · 

Ezer Weizman (1993–2000) · 
Moshe Katsav (2000–2007) · 
Shimon Peres (2007–2014) · 
Reuven Rivlin (2014–2021) · 
Yitzhak Herzog (2021-heden)
- Bibsys: 90203942
- Biblioteca Nacional de Chile: 000147979
- Biblioteca Nacional de España: XX1468649
- Bibliothèque nationale de France: cb14509036r (data)
- CiNii: DA04527894
- Gemeinsame Normdatei: 118630709
- Historisch woordenboek van Zwitserland: 027849
- International Standard Name Identifier: 0000 0001 0907 8777
- Library of Congress Control Number: n50003498
- National Archives and Records Administration: 10582551
- Nationale Bibliotheek van Tsjechië: ola2002157572
- Nationale bibliotheek van Australië: 3524858
- Nationale Bibliotheek van Israël: 987007269736405171
- Nationale Bibliotheek van Polen: a0000001252841
- Nationale en Universitaire bibliotheek Zagreb: 000140283
- Nederlandse Thesaurus van Auteursnamen: 069404909
- Istituto Centrale per il Catalogo Unico: MILV111726
- LIBRIS: 101288
- SNAC: w6t731c5
- Système universitaire de documentation: 08167886X
- Trove: 881374
- Virtual International Authority File: 61778920
- WorldCat: E39PBJj4qPDbhXmMcpgjdWRdwC